# Berliner Anweisungen
Die Berliner Anweisungen (BA) (Kurzform für Anweisung für den alphabetischen Katalog der Volksbüchereien) waren ein bibliothekarisches Regelwerk für öffentliche Bibliotheken. 
Sie entstanden von 1938 bis 1942 und bauten auf den für wissenschaftliche Bibliotheken geschaffenen, weitaus komplizierteren Preußischen Instruktionen auf. 
Heute arbeiten öffentliche Bibliotheken mit den RAK.